# Office du Reich aux Postes
L'office du Reich aux Postes était un ministère de l'Empire allemand créé en 1876 et chargé de la politique postale. Le responsable de l'office porte le titre de « secrétaire d'État ».

## Secrétaires d'État
| Secrétaire d'État à l'office du Reich aux Postes |       |      |
| Nom                                              | Début | Fin  |
| Heinrich von Stephan                             | 1876  | 1897 |
| Viktor von Podbielski                            | 1897  | 1901 |
| Reinhold Kraetke                                 | 1901  | 1917 |
| Otto Rüdlin                                      | 1917  | 1919 |

## Sources
- (de) Cet article est partiellement ou en totalité issu de l’article de Wikipédia en allemand intitulé « Reichspostamt » (voir la liste des auteurs).